# Jason Olive
Jason Lawrence Olive (nacido el 10 de febrero de 1972) es un actor estadounidense. Es mejor conocido por su papel de Joseph en la comedia Tyler Perry's For Better or Worse.

## Primeros años
Asistió a la Universidad de Hawái con una beca deportiva y académica completa. A los 17 años disputó su primer torneo de voleibol profesional.
Olive es afroamericana, irlandesa, alemana y chippewa (ojibwe).

## Carrera
Anteriormente tuvo papeles en muchas series de televisión y películas, incluidas All My Children, The Game de BET, la película de comedia romántica Raising Helen y otras. En una disputa sobre el uso de su fotografía en publicidad por más tiempo del permitido por su contrato, Olive obtuvo una sentencia de $1 133 000 contra General Nutrition Corporation, Inc. La sentencia fue confirmada en apelación en diciembre de 2018.

## Filmografía[3]

### Películas
| Año  | Título                  | Papel                | Notas                  |
| ---- | ----------------------- | -------------------- | ---------------------- |
| 1999 | Spenser: Small Vices    | Clint Stapleton      | Película de televisión |
| 1999 | Love Goggles            | Model                |                        |
| 2000 | Punks                   | Lucas                |                        |
| 2001 | The Feast of All Saints | Richard Lermontant   | Película de televisión |
| 2004 | Raising Helen           | Chip                 |                        |
| 2005 | Bam Bam and Celeste     | Graham               |                        |
| 2010 | Reversion               | Marcus               |                        |
| 2010 | Kaboom                  | Hunter               |                        |
| 2011 | Bad Actress             | Detective Ray Stoker |                        |
| 2015 | Progress                | Victor Jefferson     |                        |

### Televisión
| Año       | Título                                | Papel           | Notas                                                         |
| --------- | ------------------------------------- | --------------- | ------------------------------------------------------------- |
| 1997      | 7th Heaven                            | Rick            | Episodio: "Happy's Valentine"                                 |
| 1997      | Smart Guy                             | Xavier          | Episodio: "Big Picture"                                       |
| 1999      | Passions                              | Frank Lomax     | 3 episodios                                                   |
| 1999      | Malcolm & Eddie                       | Rick            | Episodio: "Sneaky, Thieving, Double-Crossing Dates from Hell" |
| 2002      | All My Children                       | Frankie Hubbard |                                                               |
| 2003      | Half & Half                           | Jamal           | Episodio: "The Big Sexy Shame Episode"                        |
| 2003      | Hope & Faith                          | Security Guard  | Episodio: "Remembrance of Rings Past"                         |
| 2005      | Viviendo con Fran                     | James           | Episodio: "The Reunion"                                       |
| 2005      | The Comeback                          | Jesse Wood      | 13 episodios                                                  |
| 2005      | CSI: Miami                            | Brad Walker     | Episodio: "Prey"                                              |
| 2006      | Mentes criminales                     | Parker Dunley   | Episodio: "Somebody's Watching"                               |
| 2007      | CSI: Crime Scene Investigation        | Head Host       | Episodio: "Meet Market"                                       |
| 2007      | CSI: NY                               | Russell Ballard | Episodio: "Heart of Glass"                                    |
| 2008      | Tyler Perry's House of Payne          | Chad Randolph   | Episodio: "And... Cut!"                                       |
| 2008      | The Game                              | McHottie        | 3 episodios                                                   |
| 2009      | Melrose Place                         | Detective Drake | 4 episodios                                                   |
| 2011      | Traffic Light                         | Sam             | Episodio: "Credit Balance"                                    |
| 2011–2017 | Tyler Perry's For Better or Worse     | Joseph          | 162 episodios                                                 |
| 2012      | Don't Trust the B---- in Apartment 23 | Hot Trey        | Episodio: "Whatever It Takes..."                              |